# Arty
Artiom Stoliarov (Engels, actual Rusia; 28 de septiembre de 1989), conocido por su nombre artístico Arty (ahora estilizado como ARTY, en ruso: Артём Столяро́в), es un DJ, remezclador y productor discográfico ruso de música trance y house. Ha colaborado con artistas como Armin van Buuren, Above & Beyond, Paul van Dyk y Matisse & Sadko; y ha realizado remixes de canciones de grupos como OneRepublic y Axwell Λ Ingrosso. También trabaja bajo el alias Alpha 9 (estilizado como ALPHA 9). 
Su álbum debut de estudio, Glorious (2015), alcanzó el puesto número 14 en la lista Billboard de Dance/Electronic Albums.

## Biografía

### Infancia e inicios
Artiom nació el año 1989 en Engels, en la actual Rusia. A los ocho años de edad, su familia lo presionó a iniciar una carrera musical, frente a sus aspiraciones por el fútbol. De acuerdo a una entrevista con Huffpost, sería su abuela quien influiría a que inicie sus estudios en una escuela de música, graduándose 5 años después. Él consideraría la posibilidad de postular a la universidad de música, pero decidió no hacerlo porque no lo consideraba de principal prioridad, además que la posibilidad de convertirse en pianista era pequeña. Fue así que, influenciado por trabajos de diseño gráfico y la programación de videojuegos, estudió Matemáticas Aplicadas e Informática, graduándose en la Universidad Estatal de Saratov. Sin embargo, consideró de nuevo inclinarse en el ámbito musical, de lo cual, ahora influenciado por su aprendizaje en el uso del secuenciador de FL Studio, además de artistas como Axwell y grupos como The Prodigy, The Chemical Brothers y The Crystal Method, se comprometió seriamente con la música electrónica.

### 2009–2013: Primeros años de actividad
La primera aparición de Arty en esta escena fue con su lanzamiento del EP "Flip Flop/Inside Of Me", en colaboración con Misha Kitone. Sería seguido por trabajos como "Get On" y "Vanilla Sky". Su avance llegaría más adelante, cuando lanzó "Bliss" bajo su alias Alpha 9 y apareciendo en una lista de A State of Trance de Armin van Buuren a finales de 2009; además de conseguir un contrato con Above & Beyond para el sello Anjunabeats. Aquí, lanzaría canciones como "Rush" y "The Wonder", los cuales fueron difundidos en diversas presentaciones y en el programa radial "Trance Around the World". "Kate"' sería su trabajo más destacado hasta ese entonces, pues también debutó en las listas de algunos países.
En 2011, luego de colaborar junto a Matisse & Sadko en Axtone Records, haría otro trabajo junto a Mat Zo, otro artista perteneciente a Anjunabeats. Su primera producción en conjunto “Rebound” fue lanzado en 19 de abril de 2011, y se transformó en el sencillo número 200 lanzado por Anjunabeats. El track fue votado como ganador en una encuesta a través de la Web en tres ocasiones en el programa de radio "Trance Around the World".. La segunda colaboración del dúo lleva por nombre " Mozart", publicado bajo la misma disquera meses más tarde.
También participó del festival organizado por Armin Van Buuren en su aniversario de ASOT, en el episodio 500, el 9 de abril de 2011 en Bolduque junto a Markus Schulz, Above & Beyond, Gareth Emery, y el mismo Armin. Desde entonces, Arty ha tocado en muchos clubes y festivales mundiales como Electric Daisy Carnival, Tomorrowland, Creamfields, Ushuaia Ibiza, XS Encore Las Vegas y Amnesia Ibiza.
Desde 2011, Arty tiene una residencia mensual en el programa de radio Anjunabeats. En abril, 11 de 2011, lanza una compilación coproducido y mixeado por él y Daniel Kandi, denominada Anjunabeats Worldwide 03. Aquí se incluyen sus trabajos musicales, así como los de otros como Mat Zo. A partir del siguiente año, Arty ha realizado una serie de lanzamientos. Algunos de ellos son: "Must Be The Love", una coproducción con BT y Nadia Ali; "Together We Are", canción que, además de influenciar en el nombre a sus programas de radio y podcasts, debutó en varias listas internacionales; "You Got To Believe", otro lanzamiento en Anjunabeats, resultado de un mash-up entre las canciones "Believe In Me" del propio Arty y "You Got To Go" de Above & Beyond, entre otros.
Artiom, en simultáneo, realizó un programa de radio y pódcast, el cual tomó el nombre Together We Are (algunas veces referido como Together We Are: The Podcast), relacionado directamente con el título de uno de sus trabajos anteriores. Este programa fue transmitido por la red Sirius XM, y tuvo un total de 91 transmisiones y 6 bonus episode, siendo su primera edición el 23 de junio de 2012. Tuvo participaciones de artistas y grupos como Rebecca & Fiona, Mat Zo, Audien, Sander van Doorn y otros. La última transmisión de este programa fue el 13 de enero de 2015.

### 2014–2015: Álbum debutGlorious
A principios del año 2014, el fundador y CEO de Insomniac Events, Pasquale Rotella, anunció la asociación de su compañía con Interscope Geffen A & M, dando origen a un nuevo sello musical de nombre Insomniac Records, abarcando principalmente el género EDM. Concorde con sus frecuentes apariciones en eventos organizados por la empresa de Rotella (tales como EDC), Arty fue el primer artista en suscribirse con la disquera. De esta forma, Stoliarov anuncia el proyecto de su primer álbum de estudio Glorious, el cual sería lanzado el 9 de octubre de 2015. Glorious alcanzó el puesto 14 en la lista Top Dance/Electronic Albums de Billboard.
El primer sencillo lanzado oficialmente antes de ser parte del álbum, siendo también el primer lanzamiento de Insomniac, lleva por nombre "Up All Night", con la colaboración vocal de Angel Taylor, siendo publicado en agosto de 2014. Esta canción alcanzó la posición 41 en la lista Hot Dance/Electronic Songs de Billboard, y llegó al Top 10 de ITunes Dance, además de lograr posiciones en otros países. Luego, el 5 de mayo del siguiente año, se lanzó "Stronger", esta vez con la participación de Ray Dalton. A este le siguió "Braver Love", con la colaboración de Conrad Sewell, estrenándose el 21 de agosto. Más tarde, se darían a vista dos canciones más a manera del adelanto del álbum: "Glorious", canción con participación de Blondfire, y "Waste Tour Time",  con Clarence Coffee Jr.
En paralelo con el trabajo de su álbum, Stoliarov ha hecho otros trabajos musicales. Entre ellos está la canción "Night Like This", bajo el mismo respaldo del sello de su álbum, publicado a fines de diciembre de 2014. Otros se basan en remixes, tales como "Lionhearted" de Porter Robinson, Hey Now de London Grammar, I Lived de OneRepublic, Ocean de Lauren Aquilina, su anterior  trabajo Kate, entre otros.
Artiom también realizó un segundo programa de radio y pódcast: Together FM, siendo transmitido por la misma red Sirius XM e Iniciado con una primera edición el 14 de noviembre de 2015. Dicho programa llegó a tener un total de 100 ediciones, de las cuales, 3 son ediciones especiales. Aquí presentó varios trabajos musicales de los cuales algunos de ellos no tienen lanzamiento comercial. Tuvo participaciones de artistas como Matisse & Sadko, Felix Cartal, Disco Fries, entre otros. Together FM seguiría transmitiéndose hasta el 25 de noviembre de 2017, con una edición especial final.

### 2016–presente: Lanzamientos recientes yAlpha 9
Luego del debut de su hasta ahora único álbum de estudio, Artiom volvería a producir bajo el sello Anjunabeats. Su primera canción del año tiene por nombre “Patriots”, publicado para todas las plataformas el 15 de abril. Le seguirían lanzamientos de “Distorted Love” y “Follow The Light”, siendo este último una colaboración con Andrew Bayer. Aparte, realizó una incursión de estilo musical en el sello de Hardwell, Revealed Recordings, con la canción Bloodfire”.
El siguiente año, Artiom decide poner en actividad su alias Alpha 9, proyecto que había sido abandonado el año 2010 tras la publicación de los sencillos “Bliss” y “Come Home”. De esta forma, puso en lanzamiento la canción “The Night Is Ours” el 3 de febrero, junto a un comunicado en el que manifestó los rumbos distintos que abarcarían: Mientras el alias Arty se desenvolvería por diferentes géneros musicales, con Alpha 9 lo haría con el de sus primeros años de actividad: El Trance.
De esta forma, Stoliarov ahora trabaja con ambos seudónimos. Con Arty, vendría el trabajo '"Falling Down"', de estilo tropical house, que cuenta con la colaboración de la cantante estadounidense Maty Noyes. Le seguiría “Idea Of You”, su primera incursión en el pop, junto al cantante de k-pop Eric Nam. “Supossed To Be” fue su último lanzamiento del año 2017 bajo este alias, siendo lanzado bajo el sello STMPD RCRDS, fundado por Martin Garrix. El 19 de enero de 2018, se publica, bajo el sello Armada Music, “Sunrise”, el cual llega a alcanzar posiciones notables en las listas de varios países, además de marcar su retorno al Progressive House.  A este lanzamiento le seguirían “Rain”, coincidiendo con el 15° aniversario de fundación del sello antes mencionado, y “Couldn't Be Better”.  Luego, surge el trabajo “Tim” el 27 de julio del mismo año. Tim” fue hecho en tributo al productor sueco Avicii, en razón de su fallecimiento el mes de abril. Aparte, Arty ha desarrollado remixes como para “Waiting For So Long (Gloria)” de Axwell, “How To Love” de Cash Cash, “Embrace” de Armin van Buuren, “Erase” de FRND, entre otros.
Arty ha incursionado, desde ese entonces, en los sellos Seeking Blue, STMPD y Armada, manteniendo actividad en este último.
Con Alpha 9, algunas de las canciones lanzadas, aparte de “The Night Is Ours”, son: “Only Good Mistake” (con la participación de Koven), “Skin”, “Blossom”, “Burning Heart”, “Lily”, “You and I”, “No Going Back” (en colaboración con Spencer Brown),  “All We Need” y “Sleepwalker”. En paralelo, hizo remixes para “Dreamer” de Axwell Λ Ingrosso, “My Own Hymn” de Above & Beyond, “Atlas” de Faux Tales y “Shivers” de Armin van Buuren.
Alpha 9 es respaldado por Anjunabeats, Armin y Flashover Recordings, siendo este último sello de Ferry Corsten.

## Discografía

### Álbumes
Glorious (2015)
1. «Shadow»
2. «Glorious» (con Blondfire)
3. «Braver Love» (con Conrad)
4. «Up All Night» (con Angel Taylor)
5. «Stronger» (con Ray Dalton)
6. «Inertia»
7. «Closer to You» (con Clarence Coffee Jr.)
8. «Last Kiss»
9. «Young Again» (con Bermuda Star)
10. «Feel Your Love»
11. «Pink Roads»
12. «Waste Your Time» (con Clarence Coffee Jr.)
13. «Wicked»
14. «Poison for Lovers»

### Sencillos
Como "ARTY"
- 2009: Inside of Me / Flip Flop (con Misha Kitone)
- 2009: Get On
- 2009: Vanilla Sky / Love Inside Out / Absynthe
- 2009: Sunset / Day After Day
- 2009: Gentle Touch / Logic Symphony
- 2010: Bright Days
- 2010: Hope
- 2010: Rush
- 2010: Twilight Tonight
- 2010: The Wonder
- 2011: Zara
- 2011: The Wall (feat. Tania Zygar)
- 2011: Rebound (con Mat Zo)
- 2011: Around the World
- 2011: Kate
- 2011: Mozart (con Mat Zo)
- 2011: Trio (con Matisse & Sadko)
- 2012: The Ocean (con Paul van Dyk)
- 2012: The Sun After Heartbreak (Paul van Dyk con Sue McLaren & Arty)
- 2012: Must Be the Love (con BT & Nadia Ali)
- 2012: Open Space
- 2012: When I See You (Alesso Mix)
- 2012: It's All Relative (feat. Jenson Vaughan) (versión vocal de "Kate")
- 2013: Nehalennia (con Armin van Buuren)
- 2013: Together We Are (feat. Chris James)
- 2013: Take Me Away (Grand Finale) [feat. Fiora]
- 2013: Believe In Me
- 2013: Flashback
- 2013: Riot (con Matisse & Sadko)
- 2013: You Got to Believe (Above & Beyond vs. Arty) [feat. Zoë Jhonston]
- 2014: Night Like This
- 2015: The Slide
- 2015: Braver Love (feat. Conrad)
- 2015: Stronger (feat. Ray Dalton)
- 2016: Bloodfire
- 2016: Patriots
- 2016: Distorted Love
- 2016: Follow the Light (con Andrew Bayer)
- 2017: Falling Down (feat. Maty Noyes)
- 2017: Idea of You (feat. Eric Nam)
- 2017: Supposed to Be
- 2018: Sunrise (feat. April Bender)
- 2018: Rain
- 2018: Couldn't Be Better
- 2018: Tim
- 2018: Perfect Strangers
- 2018: Never Letting Go (con Audien)
- 2019: Velvet
- 2019: Save Me Tonight
- 2019: Avalanche
- 2019: Sunshine
- 2019: Find You
- 2019: Daydreams (feat. Cimo Fränkel)
- 2020: You're Not Alone (feat. Griff Clawson)
- 2020: Outburst (con Stellz)
- 2020: Freedom (con Stellz)
- 2020: Redline (con Kitone)
- 2020: Kingdom (feat. Conrad Sewell)
- 2020: Who I Am (con NK)
- 2020: Prayer (con NK)
- 2020: Horyzon
- 2020: Craving (con Audien feat. Ellee Duke)
- 2020: It Won't Stop Me (con NK)
- 2020: Too Far Gone (con NK)
- 2020: Run Away (con Vion Konger)
- 2021: Take Your Time

Como "ALPHA 9"
- 2009: Bliss
- 2010: Come Home
- 2017: The Night Is Ours
- 2017: Only Good Mistake (con Koven)
- 2017: Higher Place
- 2017: Skin
- 2017: Lily
- 2017: Blossom
- 2017: Burning Heart
- 2018: You and I
- 2018 No Going Back (con Spencer Brown)
- 2018: All We Need
- 2018: Sleepwalker
- 2018: Azzura
- 2019: Before the Dawn (feat. Kameron Alexander)
- 2020: Dreams
- 2020: All That I Can
- 2020: Tell Me
- 2020: Everywhere I Go

### Remixes
2009:
- Incognet – “Imagine”
- Anhken & Adrian – “That One Moment”
- Perpetual – “Restless” (feat. Tiff Lacey)
- Vosk – “Connected” (feat. Esmaye)
- Solarity – “Laika”

2010:
- Danilo Ercole – “That Same Song Again”
- Tritonal – “Utopia”
- Reverse – “Absolute Reality”
- Carlos Almeida – “Fat Yet Horny”
- Michael Angelo & Solo – “Alone” (feat. Denise Rivera)
- Ferry Tale & Static Blue – “Trapeze”
- Alex Pich – “Tinctures”
- Darren Tate vs. Jono Grant – “Let the Light Shine In 2010”
- Moby - New York, New York (feat. Debbie Harry) (Arty Bootleg)
- D-Mad – “She Gave Happiness”
- Robert Nickson – “We Won't Forget”
- Statica & Mike Foyle – “Blossom”
- Above & Beyond – “Anphonic” (feat. Kyau & Albert)
- Cosmic Gate – “F.A.V.”
- Cosmic Gate – “Back to Earth”
- Sneijder – “Away from Here”
- Filo & Peri – “This Night” (feat. Audrey Gallagher)
- Sequentia – “Don't Surrender”

2011:
- Mat Zo – “Synapse Dynamics”
- Paul van Dyk – “We Come Together” (feat. Sue McLaren)
- Ferry Corsten – “Punk” (Arty Rock-n-Rolla Mix)
- Gareth Emery – “El Segundo”
- Moonbeam – “Hate Is the Killer” (feat. Avis Vox)
- Sander van Doorn – “Daddyrock”
- Tilt – “The World Doesn't Know”
- Kyau & Albert – “Are You Fine?”
- Topher Jones – “Lost It All” (feat. Jess Underdown & James Bowers)

2012:
- Dirty South & Those Usual Suspects – “Walking Alone” (feat. Erik Hecht)
- Zedd – “Spectrum” (feat. Matthew Koma)

2013:
- Ferry Corsten – “Rock Your Body Rock” (Arty Rock-n-Rolla Mix)
- Vosk – Live Your Life

2014:
- London Grammar – Hey Now
- Porter Robinson – Lionhearted (feat. Urban Cone)
- OneRepublic – I Lived

2015:
- Arty - Kate (Remix 2015)
- Halsey - Hurricane
- RAC – Let Go (remixed con Krystal Klear)
- Ed Sheeran, Rudimental – Bloodstream
- Years & Years – King
- Above & Beyond – Peace of Mind (feat. Zoë Johnston)
- Lauren Aquilina – Ocean

2016:
- Axwell - Gloria (Waiting for So Long)
- League of Legends - Worlds Collide
- 3LAU - Is It Love
- Cash Cash - How to Love (feat. Sofía Reyes)
- Armin van Buuren - Embrace (feat. Eric Vloeimans)
- Moby - Porcelain

2017:
- Kita Alexander - Hotel

2018:
- Axwell Λ Ingrosso - Dreamer (ALPHA9 remix)

2019:
- Skrillex feat. Poo Bear - Would You Ever
- FRND - Erase
- Angus & Julia Stone - Chateau
- Arty - Couldn't Be Better (Arty and Vion Konger Remix)
- Gorgon City & MK - There For You

2020:
- Max Styler feat. Laura White - Let Me Take You There
- Surf Mesa feat. Emilee - ILY (I Love You Baby)

2021:
- Above & Beyond feat. Zoë Johnston - Good For Me (ALPHA 9 Remix)

## Ranking DJmag
| DJ   | 2010 | 2011 | 2012 | 2013 | 2014 |
| ---- | ---- | ---- | ---- | ---- | ---- |
| ARTY | 78°  | 25°  | 28°  | 57°  | 99°  |

## Premios y nominaciones
| Año  | Premio            | Categoría            | Trabajo nominado                          | Resultado | Ref.   |
| ---- | ----------------- | -------------------- | ----------------------------------------- | --------- | ------ |
| 2010 | IDMA Music Awards | DJ Revelación        | ARTY                                      | Nominado  | [ 41 ] |
| 2012 | IDMA Music Awards | Mejor Canción Trance | «The Ocean» (Paul van Dyk featuring ARTY) | Nominado  | [ 42 ] |
| 2012 | IDMA Music Awards | Mejor Canción Trance | «Must Be The Love» (con Nadia Ali y BT)   | Nominado  | [ 42 ] |